# To the Bone (album, Steven Wilson)
To the Bone je páté sólové studiové album anglického hudebníka Stevena Wilsona. Vydáno bylo dne 18. srpna 2017 společností Caroline International. Spolu s Wilsonem jej produkoval Paul Stacey. Mezi hudebníky, kteří se na desce podíleli, patří například slovenský kytarista David Kollar.

## Seznam skladeb
1. To the Bone (6:41)
2. Nowhere Now (4:04)
3. Pariah (4:44)
4. The Same Asylum as Before (5:14)
5. Refuge (6:42)
6. Permanating (3:35)
7. Blank Tapes (2:09)
8. People Who Eat Darkness (6:03)
9. Song of I (5:22)
10. Detonation (9:20)
11. Song of Unborn (5:56)

## Obsazení
- Steven Wilson – zpěv, kytara, baskytara, klávesy
- Ninet Tajib – zpěv, doprovodné vokály
- David Kollar – kytara
- Paul Stacey – kytara
- Nick Beggs – baskytara
- Robin Mullarkey – baskytara
- Adam Holzman – klavír, clavinet, varhany, smyčce
- Craig Blundell – bicí
- Jeremy Stacey – bicí
- Pete Eckford – perkuse
- Mark Feltham – harmonika
- Sophie Hunger – zpěv
- Jasmine Walkes – hlas
- David Kilminster – doprovodné vokály
- Dave Stewart – smyčce
- The London Session Orchestra – smyčce
- Paul Draper – sekvencer